# 小倉競馬場
小倉競馬場（こくらけいばじょう、英: Kokura Racecourse）は、福岡県北九州市小倉南区北方にある中央競馬の競馬場。中央競馬のローカル開催場で唯一、障害専用の周回コースを有するほか、中央競馬で唯一、九州産馬限定競走が行われている。

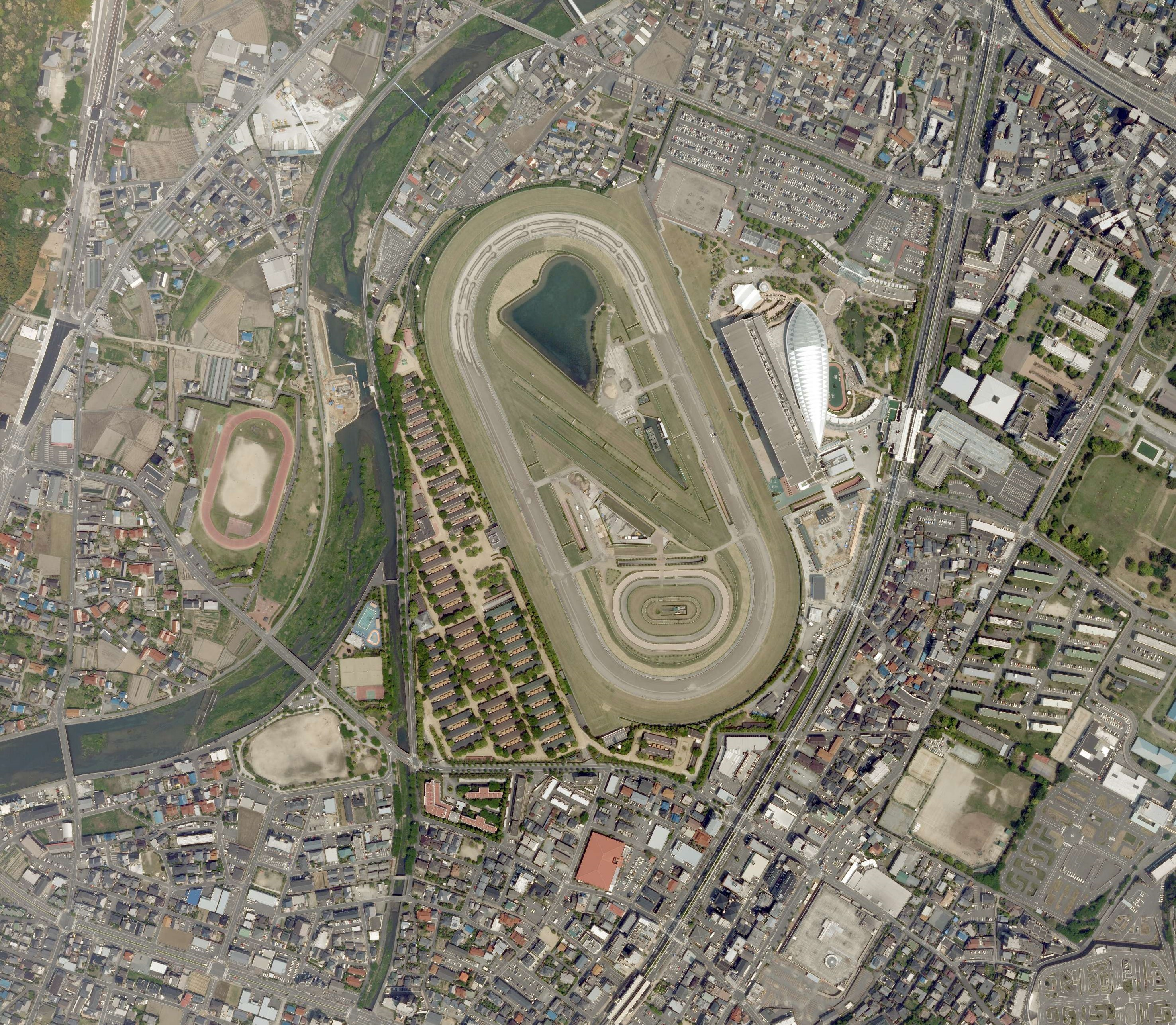
小倉競馬場付近の空中写真。2009年撮影。

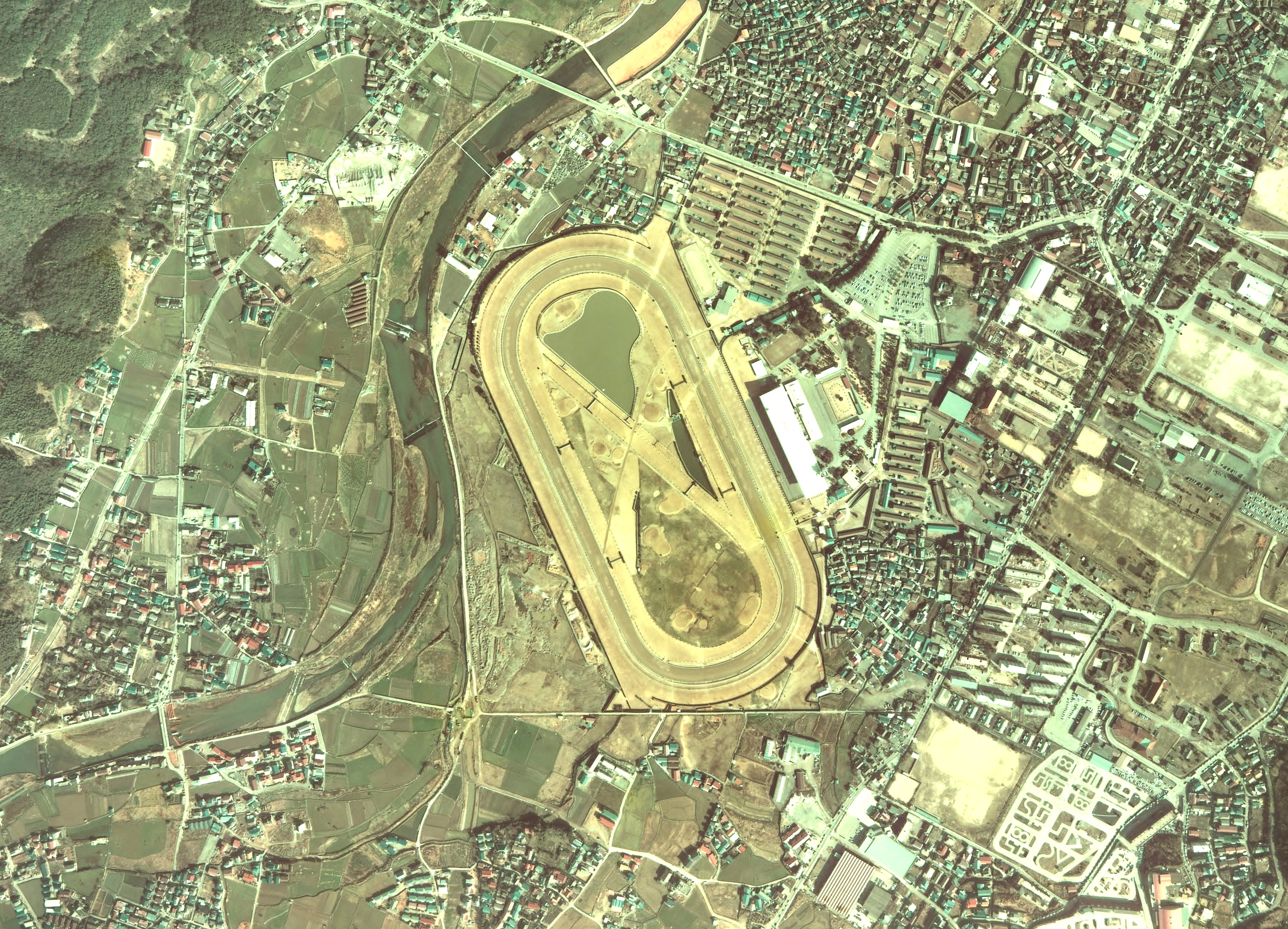
小倉競馬場付近の空中写真。1974年撮影。

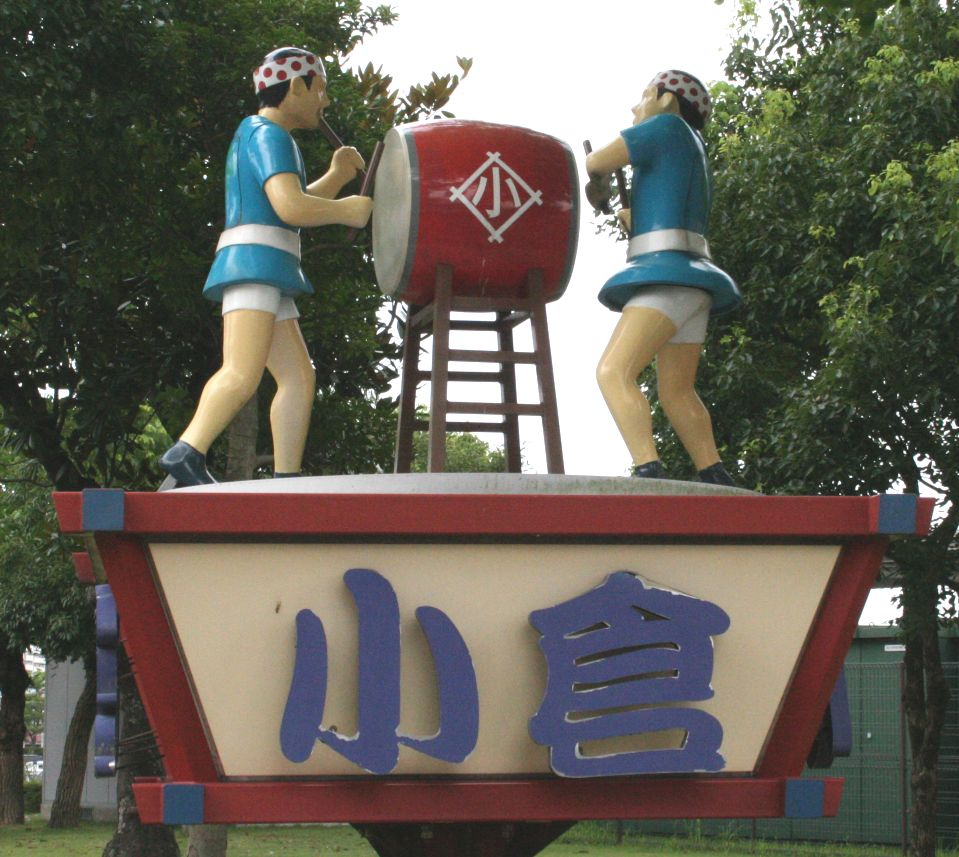
2007年までゴール板に使用されていた小倉祇園太鼓のモニュメント

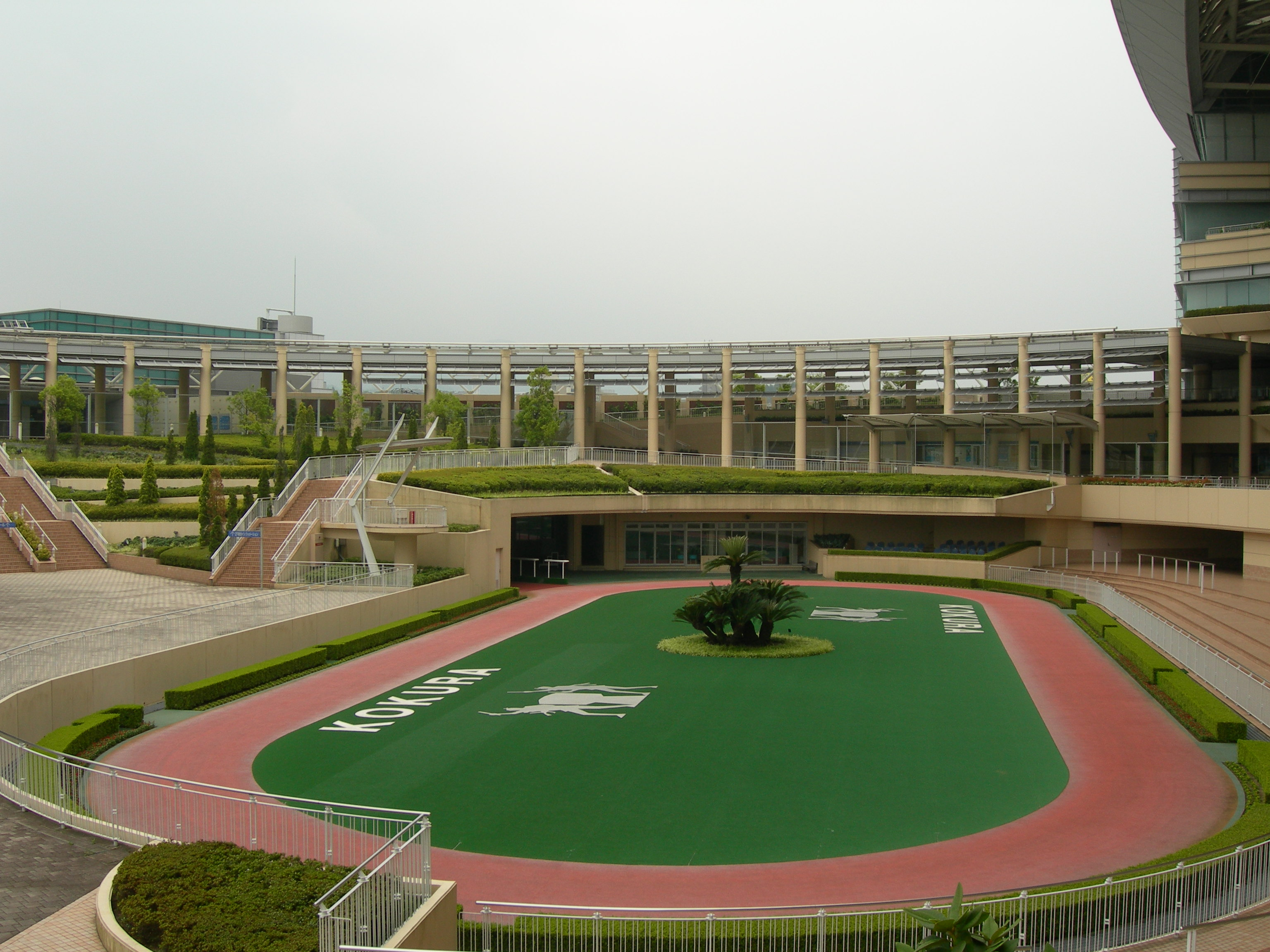
パドック

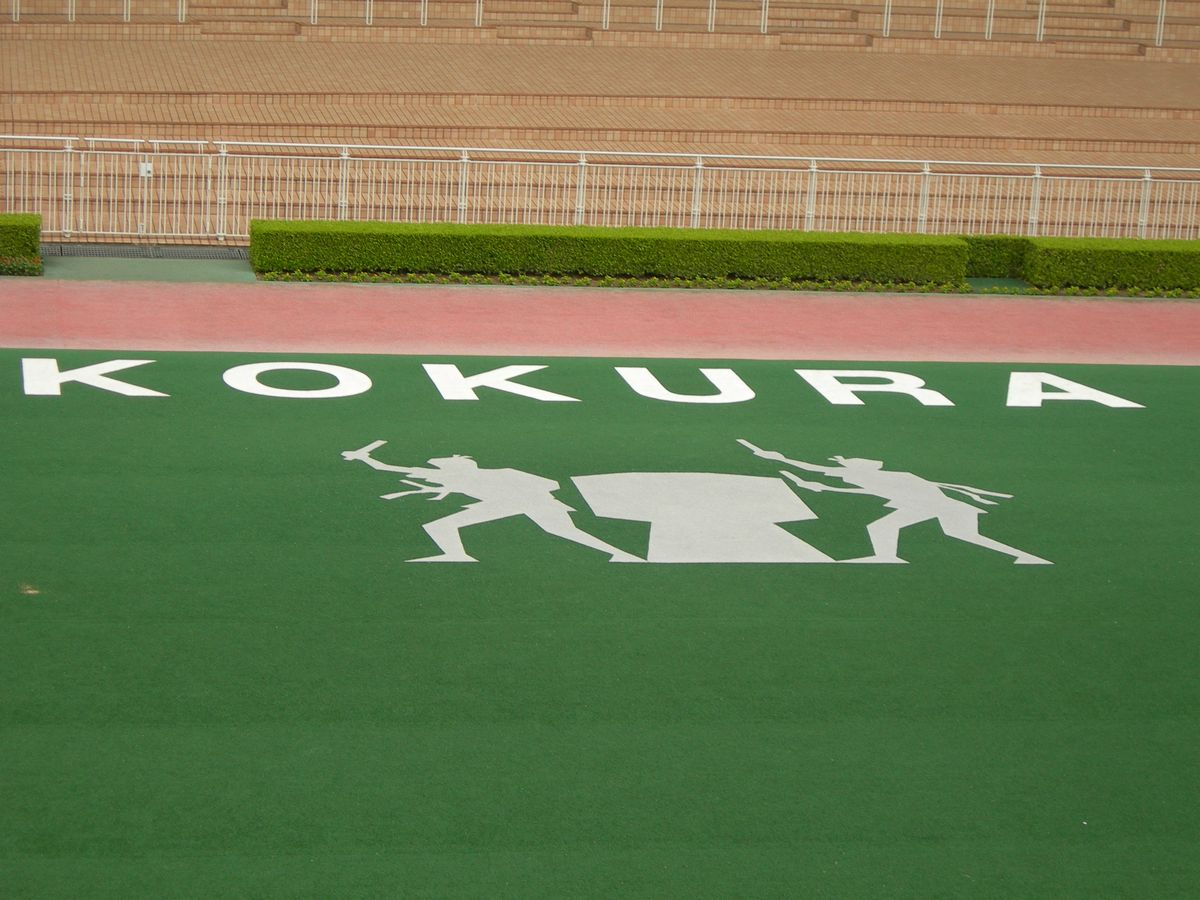
パドックに描かれた小倉祇園太鼓

## コース概要
平地競走用の芝コース・ダートコースのほか、東京・中山・京都・阪神を除く中央競馬のローカル開催場では唯一、障害専用の周回コースを有する。
芝コース・ダートコースともに1周距離は福島競馬場とほぼ同じで、第4コーナーからゴールまでの直線も芝コースは293m、ダートコースは291.3mで、中央競馬のローカル開催場としては標準的な大きさとなっている。2コーナー付近に小高い丘（高低差:芝コース3m/ダートコース2.9m）が設けられているのが特徴。これ以外はは大きな勾配がなく、ゴール板過ぎから緩やかに上って2コーナー過ぎから緩やかに下り、3コーナー付近にわずかな上り勾配はつけられているものの、4コーナーまではほぼ下り。最後の直線は平坦となっている。4コーナーにはスパイラルカーブが設けられている。特に芝1200mはこの小高い丘（2コーナー）にスタート地点があり、発走直後からほぼ下り通しとなることからスピードの絶対値が問われる。1999年の「北九州短距離ステークス（オープン）」でアグネスワールドが記録したタイム（1分6秒5）はJRAレコードとして22年間破られなかった（2021年7月3日にプリモダルクが1分6秒4で記録更新。なお、翌日の7月4日にはファストフォースが1分6秒0を記録している）。
芝コースは幅員が最大30m（Aコース）あることも特徴となっており、ローカル開催場としてはかなり広く、A・B・Cの3種類のコースを使い分けることができ、芝の傷みが分散されているほか、開催の間隔が長くとられていることから芝の養生期間も十分にとることができるため、総じて馬場が傷みにくい。
1999年（平成11年）に全面リニューアル工事を施し、芝生の根に直接散水する「セルシステム」（自動給水装置）を世界の競馬場で初めて採用した。

### 芝コース
- 1周距離: Aコース1615.1m, Bコース1633.9m, Cコース1652.8m（いずれも右回り）[1]
- 直線: 293m[1]
- 幅員: Aコース30m, Bコース27m, Cコース24m[1]
- 距離設定: 1000m, 1200m, 1700m（A・Bコース時のみ使用）, 1800m, 2000m, 2600m[1]
- 出走可能頭数: 1000m・1800m・2600mは16頭, 1200m・2000mは18頭, 1700mは14頭（いずれもAコース使用時）[5]

### ダートコース
ダートコースは芝コースと障害コースに挟まれて設置され、ダートコースの距離標（ハロン棒）は、JRAの競馬場で唯一、内照式となっている。
- 1周距離: 1445.4m（右回り）[1]
- 直線: 291.3m[1]
- 幅員: 24m[1]
- 距離設定: 1000m, 1700m, 2400m[1]
- 出走可能頭数: 1000mのみ14頭, その他は16頭[5]

### 障害コース
障害コースはダートコースの内側に設けられており、すべての距離設定で最後の直線は芝コースを使用する。かつては馬場中央で2本の襷コースが交差していたが、第2コーナーから第4コーナーへ横断する襷コースは長らく使用されず、1970年の馬場改修工事の際に、現在の形態に変更された。2015年までは2900mの距離設定が存在したが、現在は40m短縮され2860mの設定に変更されている。障害はバンケットを含め8つで、生垣が4つ、上下動式の竹柵が1つ、水ごうが1つ、可動式のハードルが1つ設置されている。障害コースには専用の距離標が設置されているが、これはJRAの競馬場では当場と京都競馬場（2023年のリニューアルにて設置）のみである。
1998年まではスタンド前に障害が2つ、向正面に3つの障害が設置されていたが、1999年の改修工事以降スタンド前の障害が3つになって、向正面の障害は2つになった。また、内馬場を横切る襷コースに、福島競馬場と同様の築山型バンケット（4号障害・高さ2.76m）と最後の直線コースに可動式障害（8号障害・高さ1.2m）を設置した。
- 1周距離: 1309m（襷コース：415m）[1]
- 幅員: 16 - 20m[1]
- 距離設定: 2860m、3390m[1]
- 出走可能頭数: 2860mは12頭、3390mは14頭[5]

## スタンド
1999年に改築されたスタンドは6階建てで、3階以上の座席が前面ガラス張りの屋内席となっている。3階・4階のゴール寄りが指定席、第4コーナー寄りが一般席となっている。4階席に一般席があるのは小倉競馬場のみである。5階はゴール寄りが馬主席、4コーナー寄りが指定席と来賓席。6階は4コーナー寄りに来賓席があるほか、理事長室（特別来賓室）とレセプションルームがある。スタンド内はすべて禁煙となっている。

### 指定席
- A指定席（禁煙） 4階のゴール寄り 410席 1,500円
- A指定席（禁煙） 3階のゴール寄り 492席 1,500円
- B指定席（禁煙） 5階の4コーナー寄り 290席 1,000円

いずれも入場料別。当日発売及び2015年1回開催よりJRAカード等によるインターネット予約発売が実施される。座席はいずれも2人掛けで各ペア席にチャンネル切り替え可能なモニターが1台という、近年改築されたJRAの競馬場では標準的なものである。それぞれの指定席にPC利用のためのコンセントがあり、公衆無線LANが利用できる。
2009年3月までスタンド1階に地方競馬の佐賀競馬専用発売窓口が設置されて中央競馬開催と重複する日に発売を行っていたが、現在は閉鎖され発売は行われていない。また、イベントも可能な「プラザ99」があり、スタンドが改築された1999年にちなんで、福岡県出身の漫画家松本零士のイラストが描かれた垂れ幕が掲げられている。
スタンド3階には無線LANが利用可能な無料休憩所がある。

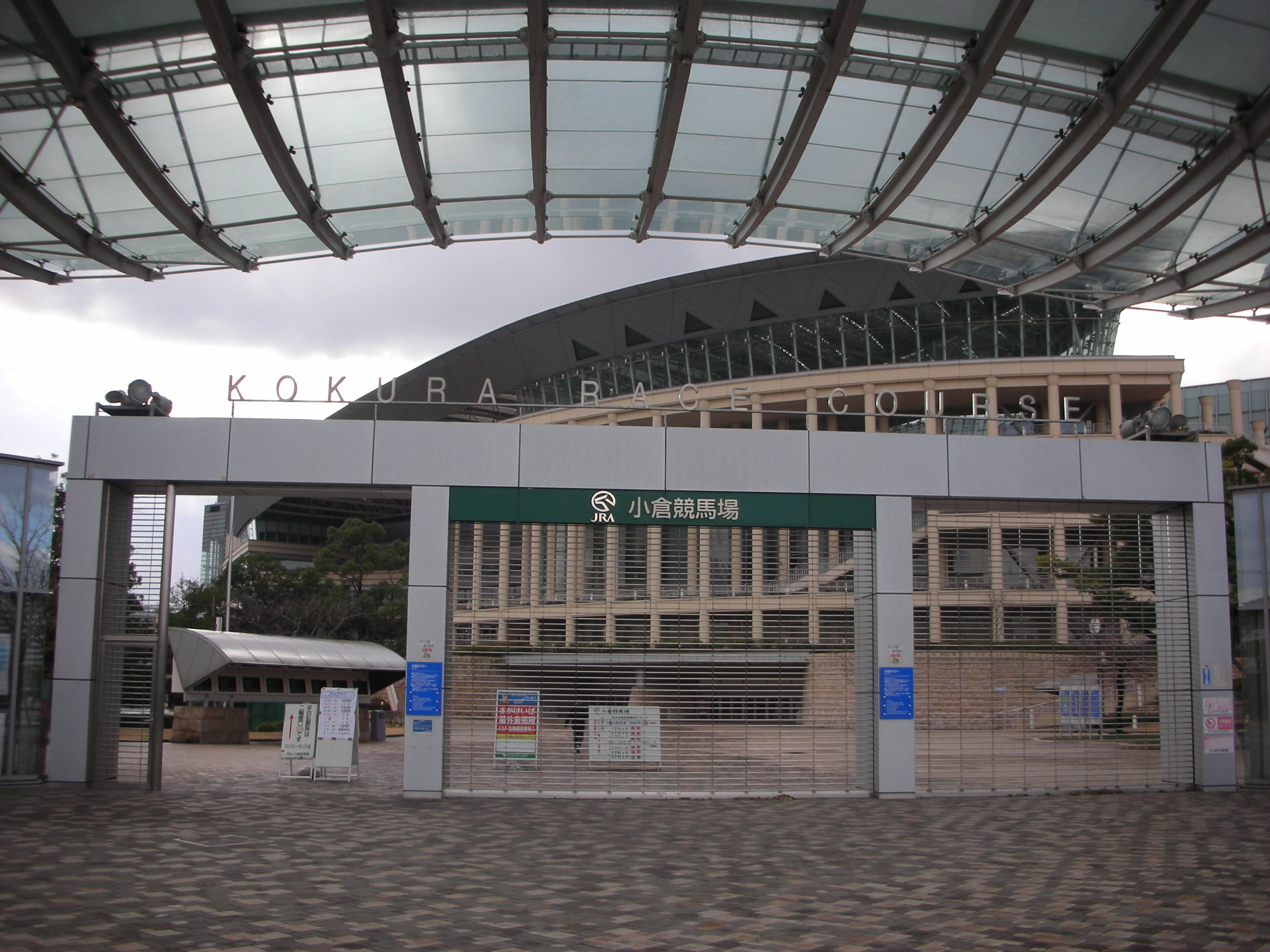
メインゲート
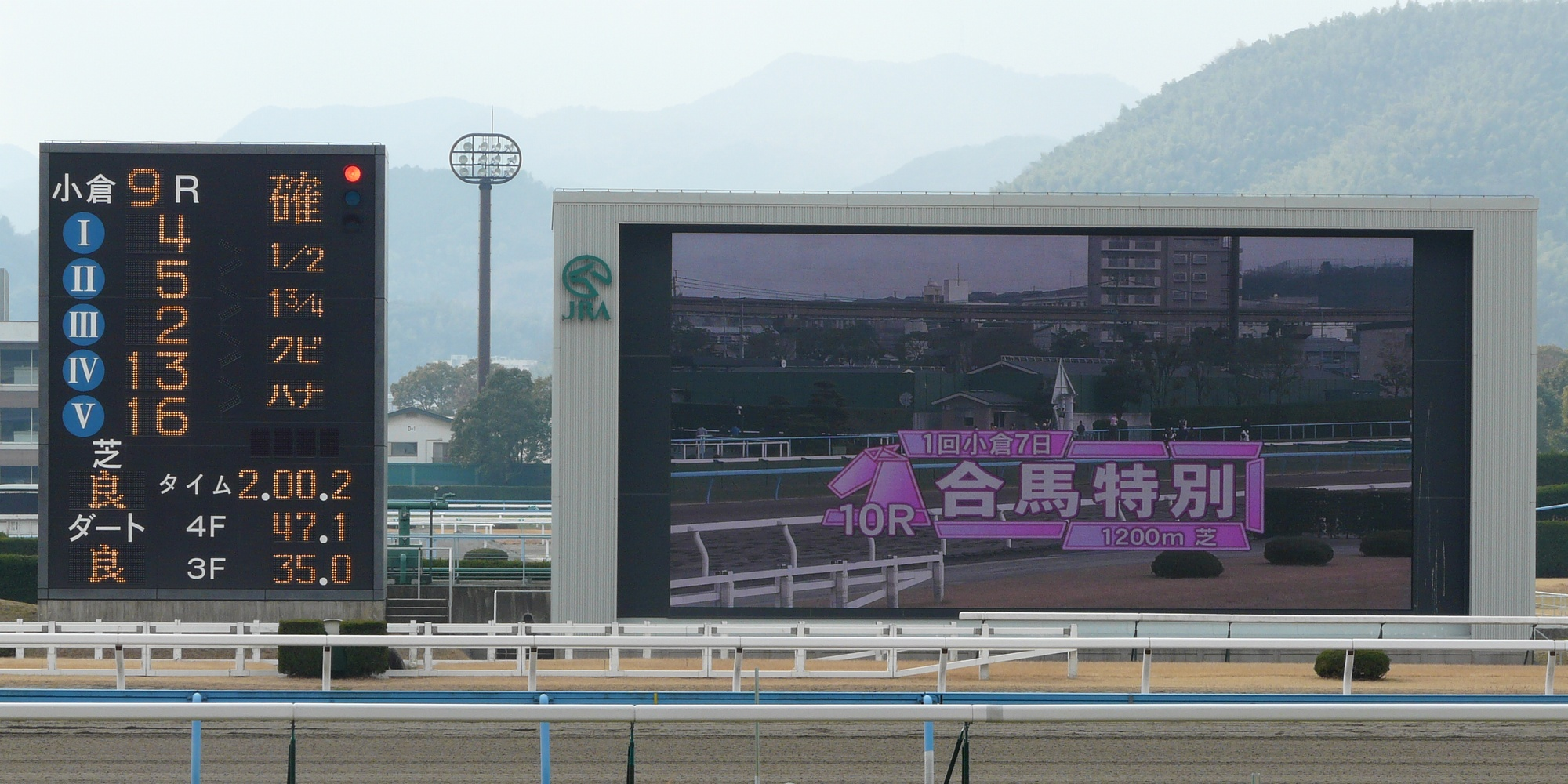
ターフビジョン
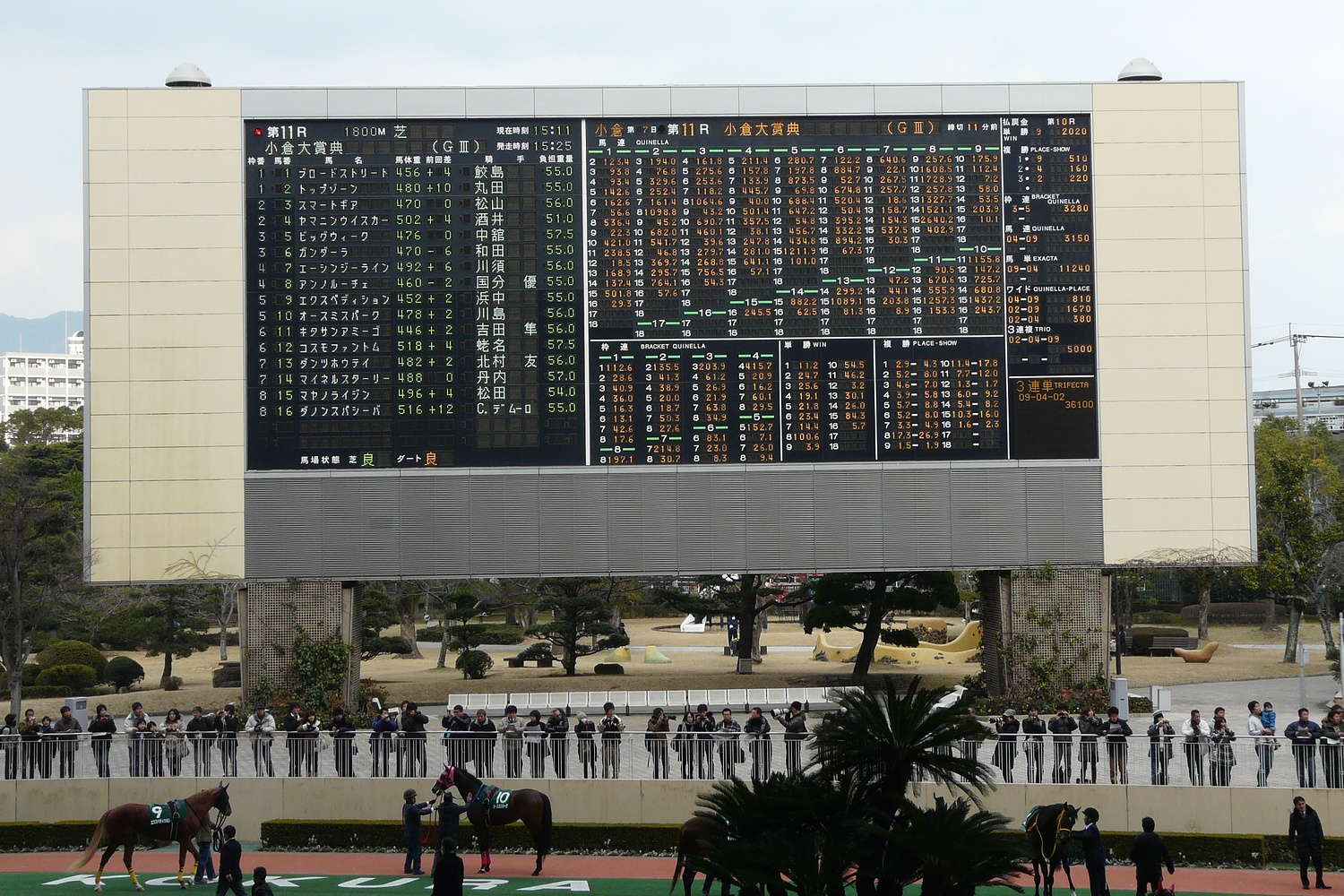
トータボード

## 歴史

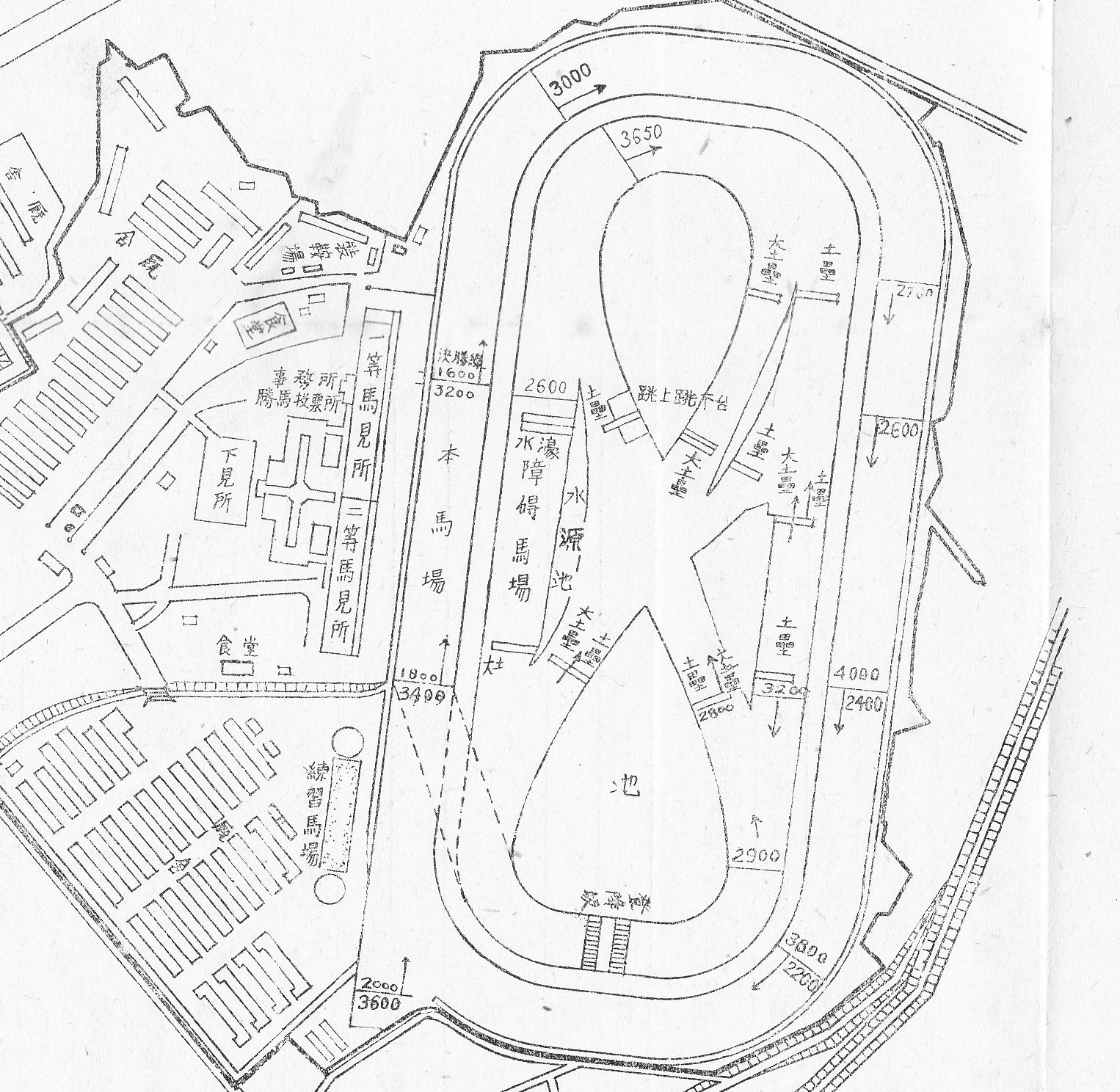
1940年の小倉競馬場

小倉では明治中期より、陸軍用地を借りて草競馬が行われていたというが、詳細は不明。1906年（明治39年）に馬券発売が黙許され全国で競馬ブームが巻き起こり、根岸（横浜）競馬場のほか、東京では池上競馬場が開設されるなど人気を集めていた。これに刺激を受けた大宰府の田中種光他15名が社団法人東洋競馬会を設立したほか、競馬場施設会社として東洋馬匹改良会社も設立され、1907年（明治40年）に福岡県遠賀郡戸畑町字名古屋崎に競馬場を開設。これが戸畑競馬場である。
戸畑競馬場では1908年（明治41年）7月25日に、東洋競馬会によって初めての競馬が開催された。第一回競馬は7月25日から29日まで4日間行い、当時の戸畑競馬場は交通が不便だったというが、それでも4日間で26510人が来場し、当時としては多くの観客を集めた。第一回競馬では一日11レースを行い、4日間で合計44レースを実施。競走馬は内国産馬と豪州（オーストラリア）産馬に分けてレースを行った。出走馬は160頭であるが、当時は競走馬が連日出走していたこともあり、延べ出走頭数は362頭となった。第一回競馬は盛況のうちに終わったが、10月に改正された刑法で馬券の発売が禁止されると、その後に行われた第二回開催、翌1909年（明治42年）の第三回、第四回開催では馬券を売れなくなったことから競馬への関心も薄れ、戸畑競馬場は閑散としていた。1910年（明治43年）、日本の競馬は政府の補助金で運営される補助金競馬の時代となり、政府の方針で東洋競馬会は解散、戸畑競馬場は新たに設立された社団法人小倉競馬倶楽部が引き継いで競馬を開催する 。1915年（大正4年）、第一次世界大戦の影響で日本は好景気となり、北九州地方も工業化が進んだ。小倉競馬倶楽部は製鉄会社(旧・東洋製鉄)から戸畑競馬場の用地買収を要望され、小倉競馬倶楽部は1918年（大正7年）に用地を70万円で売却、三萩野に35000坪の土地を購入し、土地購入費用と設備費を合わせて36万円あまりをかけて移転。これが三萩野競馬場である。三萩野競馬場建設中に、小倉競馬倶楽部は一時代替として宮崎競馬場でも競馬を行った。
三萩野競馬場では春と秋に年2回競馬を開催したが、馬券を発売できないため開催成績は振るわず、勝馬投票券（商品券）の試みも行われた。1923年（大正12年）に関係者の長年の運動が実り（旧）競馬法が成立し、馬券の発売が公認された。（旧）競馬法の制定により公認競馬として馬券を発売できるようになって競馬は発展していくが、拡大する競馬の規模に比して三萩野競馬場は手狭となっていったため、より広い土地を求め競馬場を移転することになった。1929年（昭和4年）、福岡県は小倉競馬に独自の税をかけ、小倉競馬倶楽部はこれに抵抗するなど混乱するが、1931年（昭和6年）の（旧）競馬法改正で、競馬には地方税が課税されることになった。1930年（昭和5年）には暴風により、競馬場施設が甚大な被害を受けた。
一方、企救町北方（現在の北九州市小倉南区北方)では久留米に移転した陸軍部隊跡地への工場誘致を考えていたが、ちょうど移転を計画していた小倉競馬倶楽部と思惑が一致し、小倉競馬倶楽部は1坪3円という割安な価格で11万3千坪の土地を購入し移転。これが現在の小倉競馬場である。こうして1931年（昭和6年）7月4日に小倉競馬場の開場式が行われ、日本中央競馬会ではこの日を「小倉競馬場開設記念日」と定めている。新築なった小倉競馬場では6日間競馬を開催。これ以降、開催規模や観客数は増えていった。
1936年（昭和11年）に（旧）競馬法が改正され、小倉競馬倶楽部は解散。1937年（昭和12年）に全国の競馬倶楽部を統合して設立された日本競馬会が管理する小倉競馬場となった。1944年（昭和19年）3月21日には戦局の悪化により小倉競馬場が閉鎖、戦後の1947年（昭和22年）より日本競馬会による競馬開催が再開されたが、GHQの指摘により日本競馬会は解散し、国営競馬を経て1954年（昭和29年）に設立された日本中央競馬会に引き継がれ、「日本中央競馬会小倉競馬場」となり現在に至る。

## 中央競馬の開催
2025年から、冬季は1月下旬から3月上旬（12日間・第三場開催）、夏季は6月下旬から7月中旬（8日間・西日本主場開催）の2回・20日間開催となり、一部重賞の施行場や開催時期、名称変更が行われる。
- 小倉2歳ステークス→小倉競馬場から中京競馬場へ移動し「中京2歳ステークス」に改称。距離も芝1400mへ変更。
- 小倉サマージャンプ→夏季から冬季第三場開催の2月へ移行し「小倉ジャンプステークス」に改称。
- 愛知杯→中京競馬場から小倉競馬場へ移動し、施行時期・競走条件を引き継ぐ形で「小倉牝馬ステークス」に改称（新たな「愛知杯」は旧・京都牝馬ステークスの条件を引き継いで、施行時期を3月へ移動）。

これ以前は2012年から2019年まで基本2月（8日間）、8月上旬から9月上旬（12日間）の2回・20日間開催。2005年度から夏季開催では薄暮競走を実施していたが、2011年以後、東日本大震災に伴う省エネ対策として行われていない。
変則日程で開催された年については#その他にて後述する。
これまでは検疫厩舎がなく、小倉競馬場で実施されるすべての重賞競走は国際競走に指定されていなかったが、2009年より小倉大賞典・小倉記念・北九州記念が、2010年より小倉2歳ステークス（いずれもGIII）がそれぞれ国際競走に指定された。

### 重賞競走
GIII
- 小倉牝馬ステークス
- 小倉大賞典

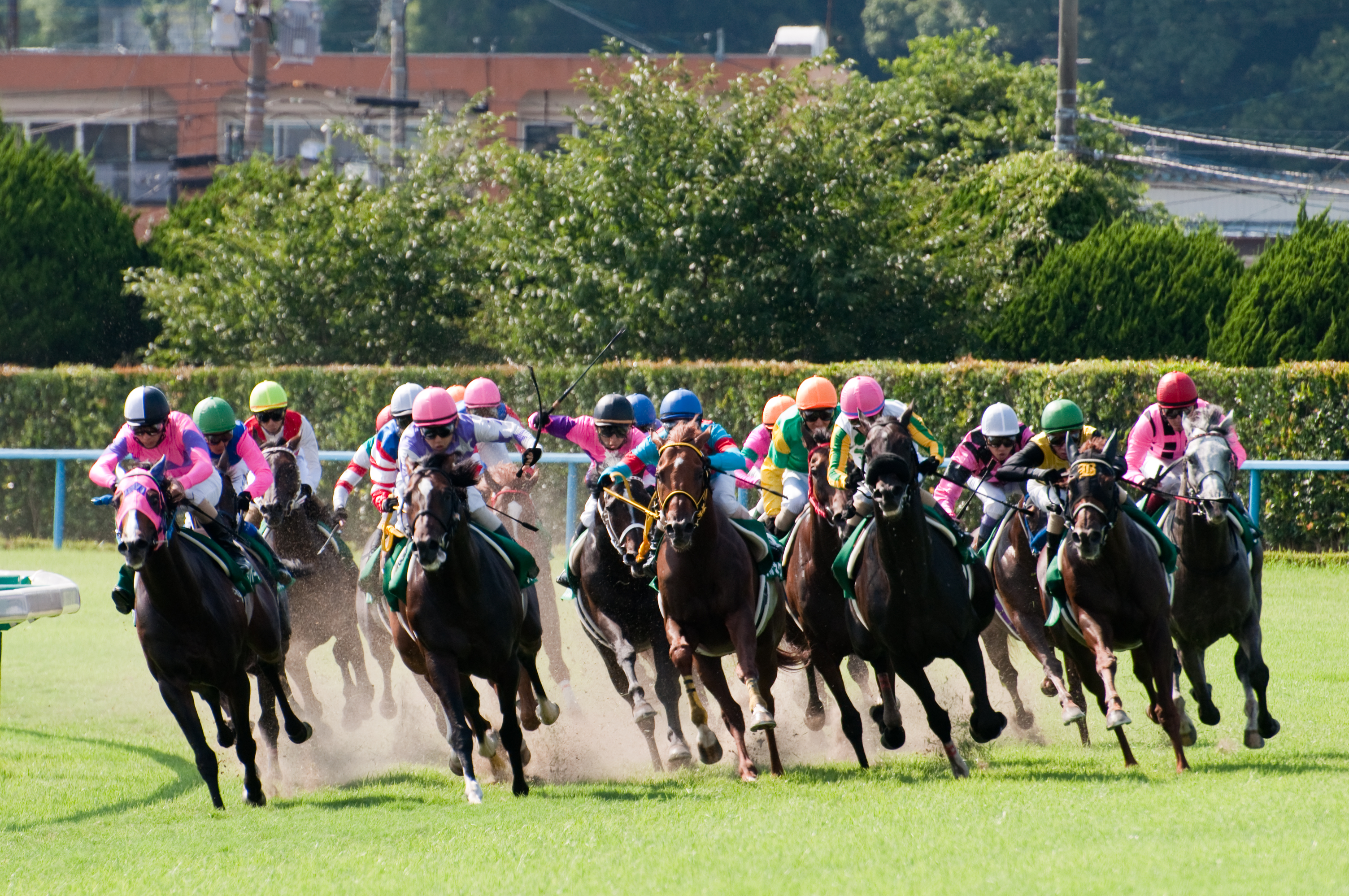
第46回小倉記念（2010年8月1日）

- 北九州記念（サマースプリントシリーズ指定競走）[注 2]
- 小倉記念（サマー2000シリーズ指定競走）[注 3]

J・GIII
- 小倉ジャンプステークス

※GII格の重賞は、1999年に東海ウインターステークス（現・プロキオンステークス）と当時GIIに格付けされていたCBC賞が行われた。
2025年から平地重賞競走はすべてハンデキャップ戦となりJRA全競馬場で唯一平地でハンデキャップ以外の重賞競走が行われない競馬場となった。

### 九州産馬限定競走
小倉競馬場は九州地方に所在することから、中央競馬の競馬場では全国で唯一、九州産馬限定競走を行っている。かつては古馬の競走も行われていたが、九州産サラブレッドの頭数が減少したことにより、現在は2歳馬による競走のみ実施している。新馬・未勝利のほか、特別競走は「ひまわり賞（2歳オープン）」が行われる。

## レコードタイム
出典: JRA公式サイト 中央競馬レコードタイム 小倉競馬場
- †は基準タイム。
- 2024年7月13日現在

### 芝コース（2歳）
| 距離  | タイム  | 競走馬             | 性別 | 斤量 | 騎手     | 記録年月日     |
| ----- | ------- | ------------------ | ---- | ---- | -------- | -------------- |
| 1000m | 0:56.6  | トーホウアモーレ   | 牝   | 54kg | 幸英明   | 2005年8月13日  |
| 1200m | 1:07.5  | フリード           | 牝   | 54kg | 川田将雅 | 2020年8月16日  |
| 1700m | 1:45.2† | サニーサイドアップ | 牝   | 53kg | 千田輝彦 | 1999年11月28日 |
| 1800m | 1:46.9  | ヤマニンマヒア     | 牡   | 54kg | 武豊     | 2018年8月4日   |
| 2000m | 1:59.5  | キラーアビリティ   | 牡   | 54kg | 岩田望来 | 2021年8月28日  |

### 芝コース（3歳以上）
| 距離  | タイム | 競走馬           | 性齢 | 斤量 | 騎手     | 記録年月日    |
| ----- | ------ | ---------------- | ---- | ---- | -------- | ------------- |
| 1000m | 0:56.6 | サンデーミッチー | 牝3  | 53kg | 福永祐一 | 2000年7月15日 |
| 1200m | 1:05.8 | テイエムスパーダ | 牝3  | 48kg | 今村聖奈 | 2022年7月3日  |
| 1700m | 1:39.5 | サラキア         | 牝3  | 52kg | 北村友一 | 2018年8月5日  |
| 1800m | 1:43.8 | エスコーラ       | 牡3  | 56kg | 川田将雅 | 2021年7月3日  |
| 2000m | 1:56.8 | ガイアフォース   | 牡3  | 54kg | 松山弘平 | 2022年7月3日  |
| 2600m | 2:36.4 | シルキーヴォイス | 牡4  | 57kg | 川田将雅 | 2022年7月2日  |

### ダートコース（2歳）
| 距離  | タイム | 競走馬           | 性別 | 斤量 | 騎手       | 記録年月日    |
| ----- | ------ | ---------------- | ---- | ---- | ---------- | ------------- |
| 1000m | 0:57.2 | アメリカンビキニ | 牡   | 52kg | 吉村誠之助 | 2024年7月13日 |
| 1700m | 1:44.3 | ヤマニンウルス   | 牡   | 50kg | 今村聖奈   | 2022年8月20日 |

### ダートコース（3歳以上）
| 距離  | タイム | 競走馬           | 性齢 | 斤量 | 騎手     | 記録年月日    |
| ----- | ------ | ---------------- | ---- | ---- | -------- | ------------- |
| 1000m | 0:56.8 | フリード         | 牝3  | 51kg | 齋藤新   | 2021年7月10日 |
| 1700m | 1.40.9 | メイショウカズサ | 牡4  | 56kg | 松山弘平 | 2021年7月11日 |
| 2400m | 2:30.1 | クラシカルノヴァ | 牡3  | 55kg | 吉田隼人 | 2011年12月3日 |

### 障害
| 距離    | タイム | 競走馬             | 性齢 | 斤量 | 騎手       | 記録年月日    |
| ------- | ------ | ------------------ | ---- | ---- | ---------- | ------------- |
| 芝2860m | 3:06.3 | リバーシブルレーン | 牡6  | 60kg | 石神深一   | 2022年8月13日 |
| 芝3390m | 3:40.0 | ランヘランバ       | 牡6  | 59kg | 五十嵐雄祐 | 2010年7月24日 |

## アクセス
- 北九州モノレール・競馬場前駅下車、徒歩直結。
  - 1999年のスタンド改築に合わせ、モノレール駅と直結する専用出入口が設けられた[20]。
- 西鉄バス・競馬場前停留所下車。同バス停は西鉄高速バス「なかたに号」も停車。
- 北九州都市高速北方出入口・若園出入口傍。
- 九州自動車道小倉南インターチェンジから15分（国道322号経由）。
- 九州自動車道小倉東インターチェンジから15分（福岡県道51号曽根鞘ヶ谷線・国道322号経由）。
  - 競馬場周辺に有料駐車場があるほか、モノレール企救丘駅そばの車両基地駐車場が無料開放され、小倉開催日及びGI開催日には企救丘 - 競馬場前間の片道無料切符引換券が配布されている（先着順）。

## その他
- 出走馬確保のため、昭和40年代前半までは、アングロアラブの2歳（当時の表記は3歳）のみ、馬主が自由に購入した馬[注 5]を出走させることが可能な競走が実施されていた。多くの馬が九州産[注 6]で、中央での競走を終了すると各地の地方競馬に転出していったが、中央のアラブと比べて能力の勝る馬が出走することも多かった。一方で騎手不足を補うため、昭和30年代前半の一時期、九州地区の地方競馬所属騎手12名に対して小倉競馬場限定の騎手免許が発行され、実際にレースで騎乗したことがある。
- 1970年8月9日の第2競走障害オープン（距離2250m・良馬場）で2頭立ての競走が行われ、キングスピード（川越胖騎手）がブゼンエイトを破った。勝ち時計はレコードの2.24.6。馬券発売は単勝のみで配当金120円（1番人気）であった。2頭立ての競走は、中央競馬では今の所これが最後となっている。
- 2009年5月24日に釜山慶南競馬公園（釜山競馬場・韓国馬事会）と姉妹競馬場提携を結び、提携書に調印した[21]。
- 2011年は当初中京競馬場改修工事に伴う代替開催分を含めて4開催36日間[注 7]の開催を予定していた[22]。しかし、3月11日に発生した東日本大震災の影響により、3月12日・13日の第2回第5日と第6日の開催を中止した。この代替競馬は3月26日・27日に開催された[注 8][23]。その後も中山競馬場・福島競馬場における安定的な競馬施行に支障が生じるおそれがあることから両場での開催を見合わせたため、4月2日から4月10日にも「第2回小倉競馬第9日〜第12日」として代替開催された[24][25]。また4月16日・4月17日にも「第3回小倉競馬第1日・第2日」として開催された[26][27]。さらに12月の第5回開催[注 9]についても11月26日・11月27日の開催を入れたため、この年は年間44日間開催され、小倉競馬場開設以来最多の開催日数となった[28]。
- 2020年 - 2024年は京都競馬場の改修工事及び阪神競馬場のスタンドリフレッシュ工事、東京オリンピック（2020年開催予定も2021年に開催延期）に関連してスケジュール変更が行われた。翌2025年からは通常の開催日割にも変更が加えられた結果、2019年から2025年にかけて毎年何らかの日程変更が実施されていたことになる。
  - 2020年は冬季は1月中旬から2月下旬（1回12日間・第三場開催）、夏季は8月中旬から9月上旬（1回8日間・西日本主場開催）の2回・20日間開催。当時例年の1月中京開催で行われていた愛知杯も2020年は小倉で開催された。
  - 2021年は冬季は1月中旬から3月上旬（2回16日間・第三場開催）、夏季は7月上旬から7月中旬（1回6日間・西日本主場開催）開催後、東京五輪への協力と、暑熱対策のための3週間の休催期間を挟んで、8月中旬から9月上旬（1回8日間・西日本主場開催）の4回・30日間開催。
  - 2022年は冬季は1月中旬から2月下旬（2回14日間・第三場開催）、夏季は7月上旬から7月中旬（1回8日間・西日本主場開催）開催後、暑熱対策のための2週間の休催期間を挟んで、8月中旬から9月上旬（1回8日間・西日本主場開催）の4回・30日間開催。
  - 2023年は冬季は1月中旬から2月下旬（2回14日間・第三場開催）、夏季は8月中旬から9月上旬（1回8日間・西日本主場開催）の3回・22日間開催。
  - 2024年は冬季は1月～3月の8週間（2回16日間）、夏季は7月の中京開催と8月の小倉開催を入れ替えたうえで、7月に4週間（1回8日間）開催、結果的に夏季開催は翌2025年から実施される開催日割に近い時期で施行された。愛知杯・プロキオンステークス・中京記念がこの年は小倉開催になった一方で、小倉記念・小倉サマージャンプ・小倉2歳ステークスは日程入れ替えに伴い中京開催となった（小倉2歳ステークスは現時点での最終開催年に中京での振替開催となった）。

### 北九州市および地域とのつながり
北九州市は合併前の各市で行われていた公営競技がそのまま引き継がれたため、現在でも若松競艇・小倉競輪が実施され、オートレース以外の公営競技が揃っている全国でも珍しい自治体である。
大規模な災害が発生した際には、小倉競馬場は北九州市により小倉南区における大規模防災拠点の一つとして位置づけられている。また普段でも、学校などの遠足を受け入れたり、地域行事の会場として使われている。最近では、小倉競馬場がある関係から、小倉南区を中心としたインフラ整備にも、JRAから法令に基づき費用の一部が援助されている（寄付金の形式）。